# Изутдинов, Болат Арсаналиевич
Болат Арсаналиевич Изутдинов (16 февраля 1992; Махачкала, Дагестан, Россия) — российский тхэквондист и тренер. Мастер спорта России международного класса. По национальности — кумык.

## Биография
Родился 16 февраля 1992 года в городе Махачкала, Республика Дагестан. По национальности - Кумык. Начал заниматься тхэквондо в возрасте 10 лет . В 2012 году переехал в Москву для продолжения спортивной карьеры в команде сборной Москвы. В составе сборной Москвы стал призером чемпионатов России (2013,2014,2016,2017,2018,2019,2020). В 2014 году стал победителем кубка мира в г. Керетаро (Мексика). В 2015 году завоевал бронзовую медаль командного Кубка Мира в г.Мехико (Мексика). В декабре 2017 года в Кот-д’Ивуаре составе сборной России стал серебряным призёром Командного кубка мира. С 2017 по 2020 годы являлся капитаном сборной России по тхэквондо. С января 2021 года назначен тренером молодежной сборной России по тхэквондо. В 2021 году назначен старшим тренером молодежной сборной Москвы по тхэквондо. Ведет общественную деятельность. В конце 2021 года был назначен общественным помощником Главы Республики Дагестан Сергея Меликова. 

## Достижения
- Чемпионат России по тхэквондо 2013 — ;
- Чемпионат России по тхэквондо 2014 — ;
- Командный чемпионат мира по тхэквондо 2014 — ;
- Кубок России 2014 — 3 место
- Командный чемпионат мира по тхэквондо 2015 — ;
- Кубок России 2015 — 1 место
- Чемпионат России по тхэквондо 2016 — ;
- Кубок России 2016 — 1 место
- Чемпионат России по тхэквондо 2017 — ;
- Командный чемпионат мира по тхэквондо 2017 — ;
- Чемпионат России 2018 - 3 место
- Чемпионат России по тхэквондо 2019 — ;
- Чемпионат России по тхэквондо 2020 — ;